# Генри, Эдвард Лемсон
Эдвард Лемсон Генри (англ. Edward Lamson Henry; 1841, Чарлстон, Южная Каролина — 1919) — американский художник, мастер жанровой живописи, пейзажист.

## Жизнь и творчество
Родился в штате Южная Каролина. В возрасте семи лет осиротел, воспитывался вместе с двоюродными сёстрами в Нью-Йорке.
В молодости начал учиться живописи, поступил в Пенсильванскую академию изящных искусств. В 1860 году художник приехал в Париж, где продолжил своё обучение в одном классе с Шарлем Глейром и Гюставом Курбе. Во Франции Генри близко сошёлся с Клодом Моне, Ренуаром, Фредериком Базилем и Сислеем. В 1862 году Э. Л. Генри вернулся в Соединённые Штаты. В годы Гражданской войны в США служил на транспортном корабле флота северян. Война очень отразилась на творчестве художника, к ней и к межрасовым отношениям в своей стране Э. Л. Генри затем многократно возвращался. После окончания военных действий Генри жил и работал в престижном квартале района Гринвич-Виллидж, где также была мастерская Уинслоу Хомера. В 1869 году он был принят в члены Национальной академии дизайна в Нью-Йорке. В 1884 году Генри и его жена, Френсис Ливингстон Уэллс, переехали в городок Крэгсмур в горах Кэтскилл-Маунтинс штата Нью-Йорк и участвовали там в создании колонии художников.
Некоторые исторические полотна Э. Л. Генри относятся к ранним периодам развития США, к колониальной эпохе и первым годам независимости. Эти работы преимущественно идиллического содержания об аграрной, развивающейся Америке, его жанровые композиции, сопровождавшиеся здоровым юмором автора, пользовались огромной популярностью среди современников.

## Галерея

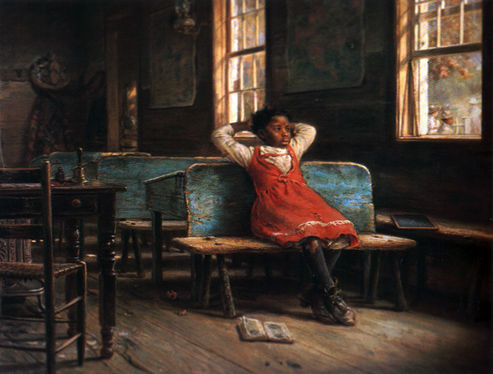
Мечтательница (1888)
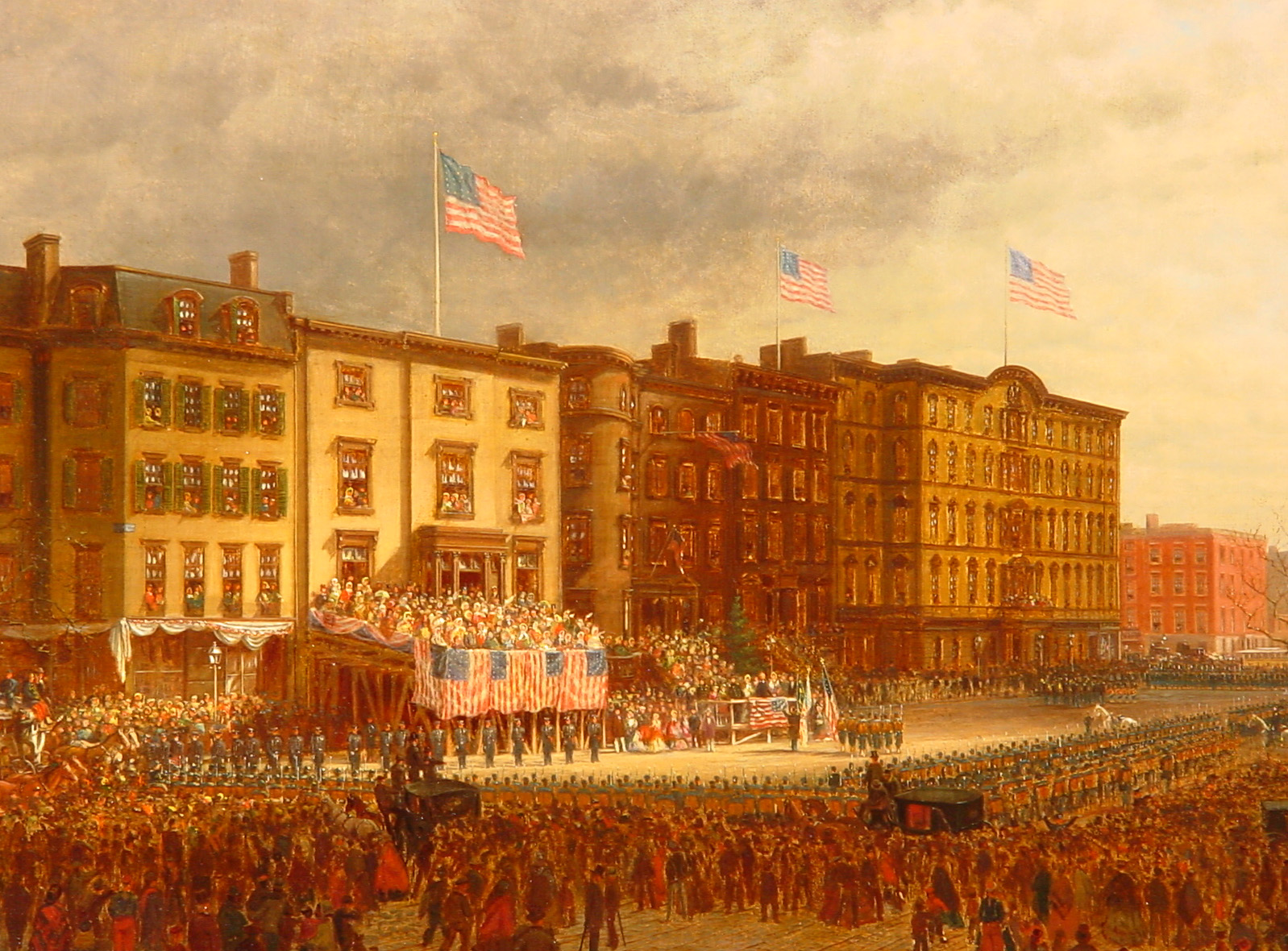
Презентация флагов, 1864
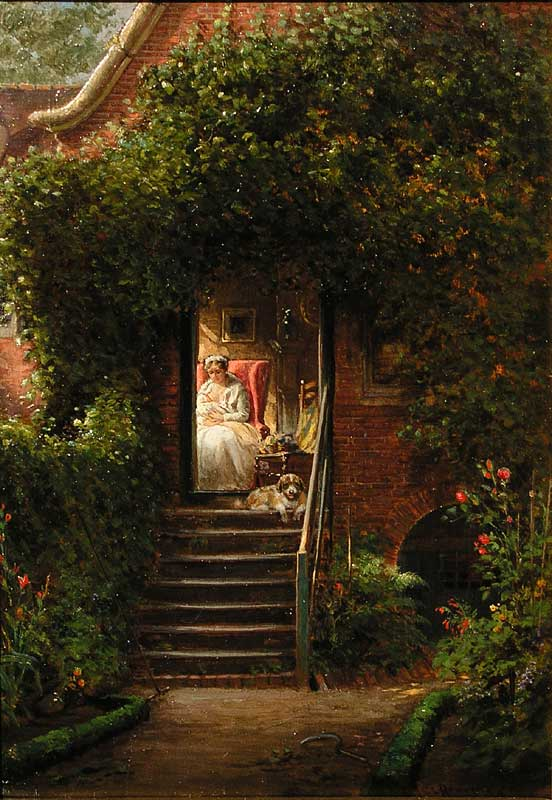
Материнский дом
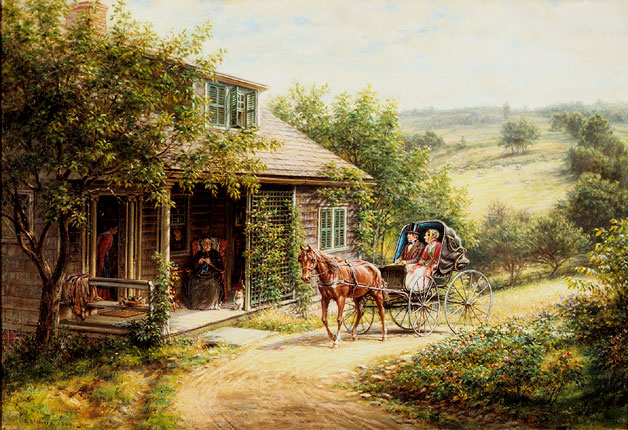
Нежданные гости
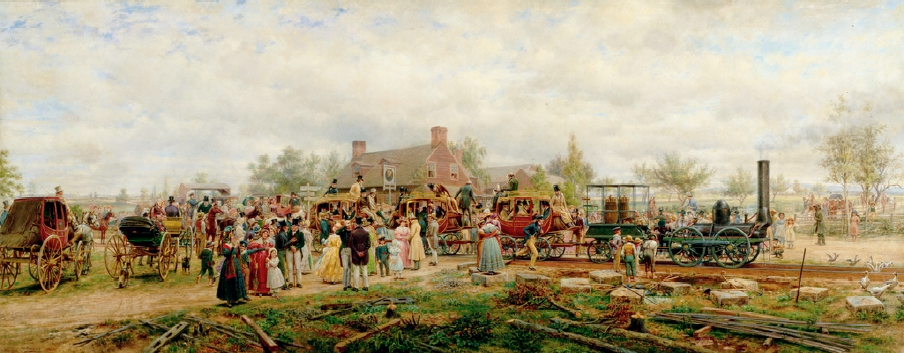
Первый поезд на Гудзоне